# Слупсько (Лодзинське воєводство)
Слупсько (пол. Słupsko) — село в Польщі, у гміні Мокрсько Велюнського повіту Лодзинського воєводства.
Населення — 285 осіб (2011).
У 1975—1998 роках село належало до Серадзького воєводства.

## Демографія
Демографічна структура станом на 31 березня 2011 року:
|          | Загалом | Допрацездатний вік | Працездатний вік | Постпрацездатний вік |
| -------- | ------- | ------------------ | ---------------- | -------------------- |
| Чоловіки | 148     | 37                 | 95               | 16                   |
| Жінки    | 137     | 21                 | 87               | 29                   |
| Разом    | 285     | 58                 | 182              | 45                   |